# Jean Prieur (historien)
Pour les articles homonymes, voir Jean Prieur et Prieur (homonymie).
Jean Prieur, né le 13 mai 1923 à Bonvillard et mort le 26 septembre 2023 à Saint-Jean-de-Maurienne, est un prêtre et un historien français, originaire du département de la Savoie. Il est membre d’Honneur de la Société d'histoire et d'archéologie de Maurienne depuis 2004.
Jean Prieur est ordonné prêtre du diocèse de Maurienne, en 1946. En 2016, son jubilaire est célébré par les diocèses de Savoie.
Passionné par l'histoire et l'archéologie, il passe une thèse intitulée La Province romaine des Alpes cottiennes, en 1968, sous la direction d'Adrien Bruhl, à la Faculté des Lettres et Sciences humaines de Lyon,. Chargé de cours à la Faculté de Lyon, il devient maître-assistant d'histoire ancienne à l'université des sciences sociales de Grenoble.
Il est membre depuis le 5 novembre 1948 de la Société d'histoire et d'archéologie de Maurienne. Devenue vice-président, il démissionne de son mandat en 2004 et est fait membre d’Honneur. Il est par ailleurs membre associé de l'Académie des sciences, belles-lettres et arts de Savoie.

## Distinctions
- Chevalier de la Légion d'honneur[6]
- Chevalier de l'ordre du Mérite militaire[6]
- Croix du combattant volontaire[6]
- Chevalier de l'ordre des Arts et des Lettres[6].

## Ouvrages
- Articles publiés dans les Travaux de la Société d'histoire et d'archéologie de Maurienne.
- Thèse La Province romaine des Alpes cottiennes, Lyon Faculté des Lettres et Sciences humaines, 1968, 257 pages. Publié par le centre d'études gallo-romaines de la faculté de Lyon
- La Mort dans l'Antiquité romaine, Paris, Ouest France Université, 1986, 222 p. (lire en ligne)
- Les Animaux sacrés dans l'Antiquité : art et religion du monde méditerranéen, Rennes, Ouest France Université, 1988, 205 p. (lire en ligne)
- Petite Histoire du diocèse de Maurienne, Saint-Jean-de-Maurienne, Derrier, 2010, 125 p.

Participations :
- Bernard Demotz (sous la direction), 1000 ans d'histoire de la Savoie : La Maurienne, Cléopas, 2008, 845 p. (ISBN 978-2-9522459-7-5)
- Jean Prieur et Hyacinthe Vulliez, Saints et saintes de Savoie, La Fontaine de Siloé, 1999, 191 p. (ISBN 978-2-84206-465-5, lire en ligne).
- André Pelletier, André Blanc, Pierre Broise, Histoire et archéologie de la France ancienne, Rhône-Alpes : de l'âge de fer au Haut Moyen-âge, Le Coteau (42120), éditions Horvath, 1988, 261 p. (ISBN 2-7171-0561-1, lire en ligne)
- Jean Prieur, Aimé Bocquet, Michelle Colardelle, Jean-Pierre Leguay, Jean Loup, Jean Fontanelle, Histoire de Savoie : La Savoie des origines à l'an mil : Histoire et archéologie, Rennes, Ouest France Université, 1983, 442 p. (ISBN 2-85882-495-9, lire en ligne). Notamment la troisième partie « L'occupation romaine »
- F. Ballet, P. Binez, Aimé Bocquet, G. Pion, Jean Prieur, « La Préhistoire en Savoie », dans Mémoires et documents de la Société savoisienne d'histoire et d'archéologie, Société savoisienne d'histoire et d'archéologie, coll. « L'histoire en Savoie » (no 52), 1978, 23 p. (ISSN 0046-7510).